# Aitrang
Aitrang es un municipio alemán, ubicado en el distrito de Algovia Oriental, en el Regierungsbezirk de Suabia, en el sur del Estado federado de Baviera.